# Talcher Thermal Power Station Township
Talcher Thermal Power Station Township è una suddivisione dell'India, classificata come census town, di 6 616 abitanti, situata nel distretto di Angul, nello stato federato dell'Orissa. In base al numero di abitanti la città rientra nella classe V (da 5 000 a 9 999 persone).

## Geografia fisica
La città è situata a 20° 56' 20 N e 85° 13' 24 E.

## Società

### Evoluzione demografica
Al censimento del 2001 la popolazione di Talcher Thermal Power Station Township assommava a 6 616 persone, delle quali 3 618 maschi e 2 998 femmine. I bambini di età inferiore o uguale ai sei anni assommavano a 517, dei quali 268 maschi e 249 femmine. Infine, coloro che erano in grado di saper almeno leggere e scrivere erano 5 615, dei quali 3 210 maschi e 2 405 femmine.